# Walter Mondale
Walter Frederick Mondale (Ceylon (Minnesota), 5 januari 1928 – Minneapolis, 19 april 2021) was een Amerikaans politicus van de Democratische Partij. Mondale was onder president Jimmy Carter van 1977 tot 1981 de 42e vicepresident van de Verenigde Staten. Van 1960 tot 1964 was hij de 23e officier van justitie van Minnesota en van 1964 tot 1976 senator voor Minnesota. Onder president Bill Clinton was hij van 1993 tot 1996 de ambassadeur in Japan.

## Levensloop
Mondale werd geboren als zoon van een methodistische dominee. Hij studeerde aan de Universiteit van Minnesota in St. Paul en diende in het leger tijdens de Koreaanse Oorlog. Daarna studeerde hij af als jurist en vestigde zich als advocaat. Hij was al jong betrokken bij de politiek. In 1960 werd hij in zijn eerste publieke ambt gekozen als officier van justitie van Minnesota. 

### Senator
In 1964 volgde hij Humphrey (die de vicepresident was geworden van Lyndon B. Johnson) op als senator. In de Senaat zou hij twaalf jaar blijven. In 1968 organiseerde hij de Democratische presidentscampagne voor Hubert Humphrey in zijn thuisstaat.

### Vicepresident onder Carter
In 1976 werd hij zelf vicepresident van de Verenigde Staten, onder Jimmy Carter. In 1980 zou hij nogmaals kandidaat zijn voor deze functie, maar Carter en hij verloren de verkiezingen van Ronald Reagan en George H.W. Bush.

### Presidentskandidaat
In 1984 was hij kandidaat voor het presidentschap. Hij vroeg Geraldine Ferraro zijn running mate te worden. Ferraro was daarmee de eerste vrouwelijke kandidaat voor het vicepresidentschap. Mondale en Ferraro moesten een verpletterende nederlaag tegen Reagan en Bush incasseren: ze kregen slechts de kiesmannen van één staat achter zich (Minnesota, de thuisstaat van Mondale) en de kiesmannen van Washington D.C. 

### Advocatuur en ambassadeur
Na deze verkiezingen vestigde hij zich opnieuw als advocaat. Tussen 1993 en 1996 diende hij, op voordracht van president Clinton, als ambassadeur in Japan. Daarna keerde hij terug naar Minnesota. Mondale, die van Noorse afkomst is, zette zich sindsdien in voor de Amerikaans-Noorse verhoudingen.
Mondale overleed op 19 april 2021 op 93-jarige leeftijd.

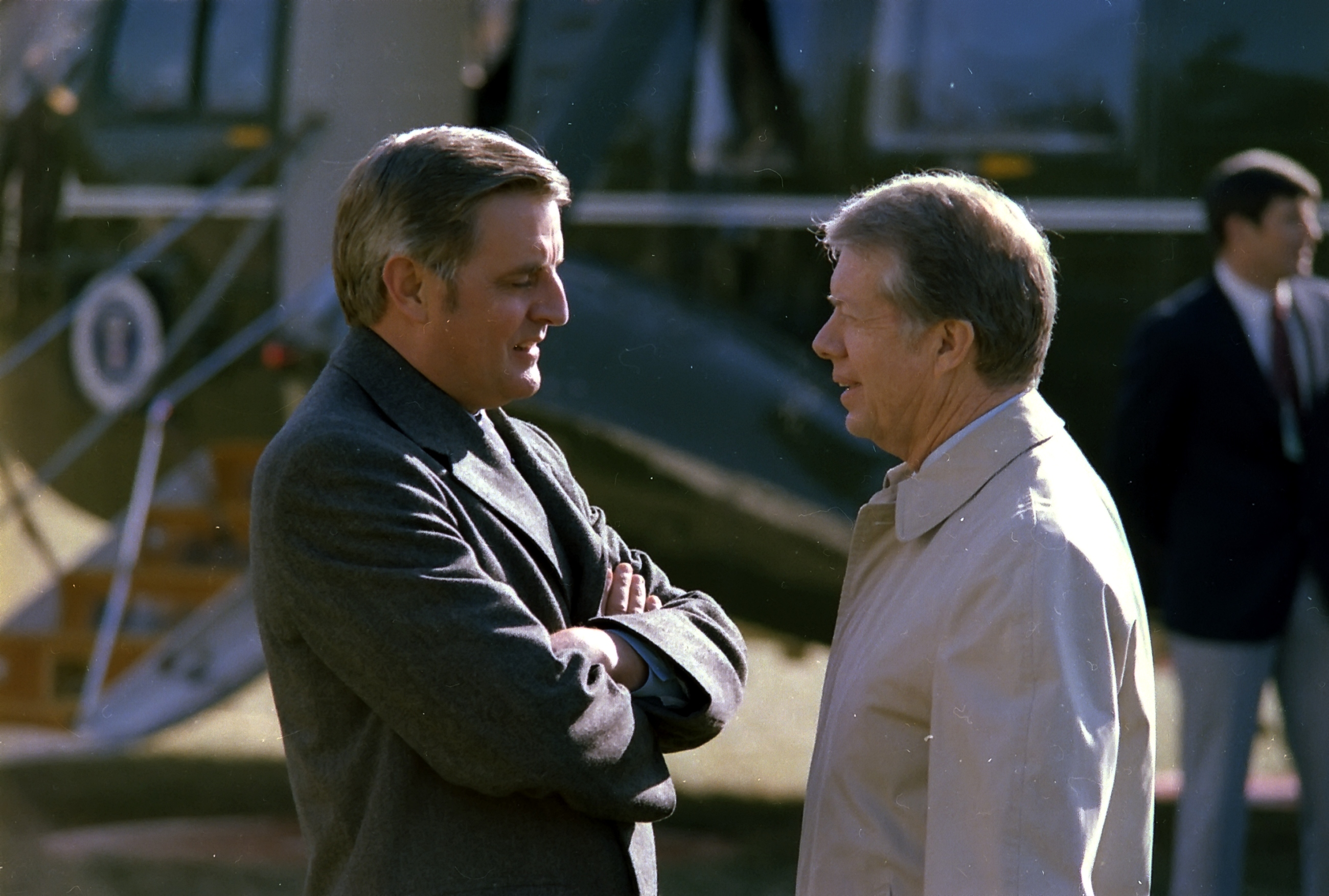
Mondale en Jimmy Carter in 1979

Adams ·
Jefferson ·
Burr ·
Clinton ·
Gerry ·
Tompkins ·
Calhoun ·
Van Buren ·
R.M. Johnson ·
Tyler ·
Dallas ·
Fillmore ·
King ·
Breckinridge ·
Hamlin ·
A. Johnson ·
Colfax ·
Wilson ·
Wheeler ·
Arthur ·
Hendricks ·
Morton ·
Stevenson ·
Hobart ·
Roosevelt ·
Fairbanks ·
Sherman ·
Marshall ·
Coolidge ·
Dawes ·
Curtis ·
Garner ·
Wallace ·
Truman ·
Barkley ·
Nixon ·
L.B. Johnson ·
Humphrey ·
Agnew ·
Ford ·
Rockefeller ·
Mondale ·
Bush ·
Quayle ·
Gore ·
Cheney ·
Biden ·
Pence ·
Harris ·
Vance
- Bibsys: 3030786
- Bibliothèque nationale de France: cb12460302w (data)
- CiNii: DA06079954
- Gemeinsame Normdatei: 119103095
- International Standard Name Identifier: 0000 0000 8179 2230
- Library of Congress Control Number: n79077424
- MusicBrainz: fcd9f684-65a9-4ff2-ac0d-a7674e37ce34
- National Archives and Records Administration: 10580804
- Bibliotheek van het Japanse parlement: 00621144
- Nationale Bibliotheek van Tsjechië: mzk2015875202
- Nationale bibliotheek van Australië: 35358507
- Nationale Bibliotheek van Israël: 987007271603905171
- Nederlandse Thesaurus van Auteursnamen: 072829990
- SNAC: w65n6w39
- Système universitaire de documentation: 033774137
- Trove: 924473
- Biographical Directory of the United States Congress: M000851
- Virtual International Authority File: 112207634
- WorldCat: E39PBJtrPGVt3B9XPbK9dxmKh3